# Кропивницький професійний ліцей сфери послуг і торгівлі
Кропивницький професійний ліцей сфери послуг і торгівлі  — багатопрофільний професійний навчальний заклад Кропивницького, що готує висококваліфікованих робітників з престижних та найпоширеніших професій сфери послуг, торгівлі та громадського харчування.

## Передісторія
Ліцей розташований в одному з найстаріших будинків міста Кропивницького (І половина XIX століття). Саме в цих стінах вже не перше десятиріччя проводилася велика і клопітка робота  — навчання молоді.
- 1857 рік  — відкрито першоступеневу талмуд-тору, в якій викладали: Закон Божий (талмуд), російську, німецьку, єврейську мови і арифметику.

- 1880 рік  — відкрито ремісниче відділення, де навчалось 105 учнів.

- 1954 рік  — готуються робітничі кадри для промисловості Кіровоградської області.

- 1996 рік  — заклад дістав назву Кіровоградського ПТУ № 18.

- 2003 рік  — відповідно до наказу Міністерства освіти і науки України від 12.06.2003 року № 375 з реорганізованих ПТУ № 1 та ПТУ № 18, створено Кіровоградський професійний ліцей сфери послуг.

З 2005 року Кіровоградський професійний ліцей очолює відмінник освіти України Снєжко Людмила Олексіївна.

## Освітня діяльність
- Кухар
- Перукар (перукар-модельер 1, 2 класу)
- Продавець продовольчих товарів 1, 2, 3 категорії
- Затягувальник взуття

## Творчі досягнення
Протягом багатьох років учні професійного ліцею беруть активну участь в обласних та всеукраїнських конкурсах професійної майстерності на яких виборюють призові місця: І місце на VII Всеукраїнському чемпіонаті перукарської майстерності «Фантазійна зачіска» серед студентів та учнів навчальних закладів в м. Києві та І місце на VII Всеукраїнському чемпіонаті перукарського мистецтва в м. Одесі «Чарівна зачіска».